# Glamster
Glamster deriva dalla parola glam o, più semplicemente glamour che significa sostanzialmente "appariscente", "vistoso"; esso deriva dal fatto che negli anni 80 si usavano acconciature cotonate, vestiti appariscenti, e trucco. I glamster sono sostanzialmente membri di gruppi musicali o anche fan del genere glam metal, anche meglio conosciuto come Hair metal. Nelle foto qui sotto si può notare un esempio di vestiti e acconciature glam moderno. I glamster all'inizio erano soprattutto senza soldi e cercavano fortuna nella musica. Alcuni esempi di gruppi glam anni 80 sono i: Mötley Crüe, Guns N' Roses, Alice Cooper, Vinnie Vincent Invasion, Kiss, Van Halen, Keel e molti altri.  

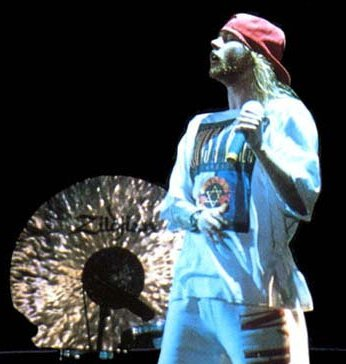
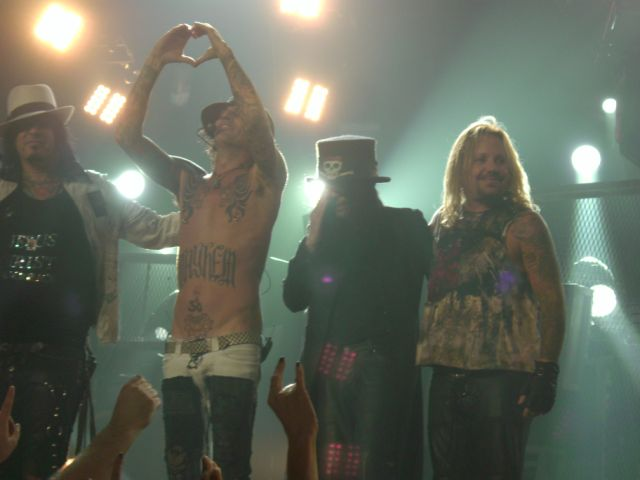
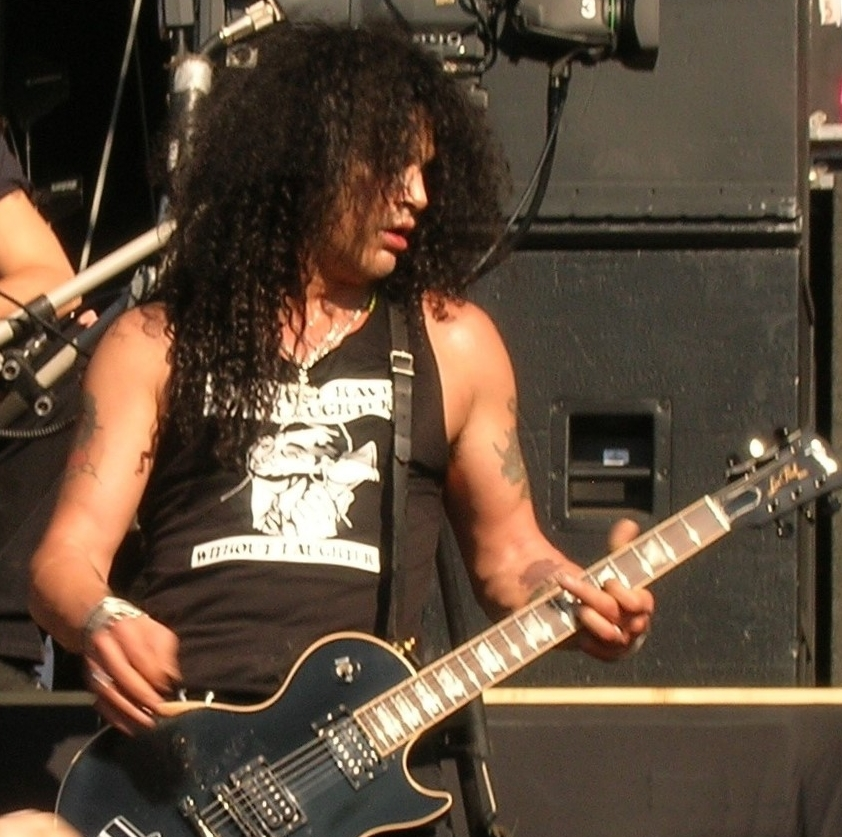
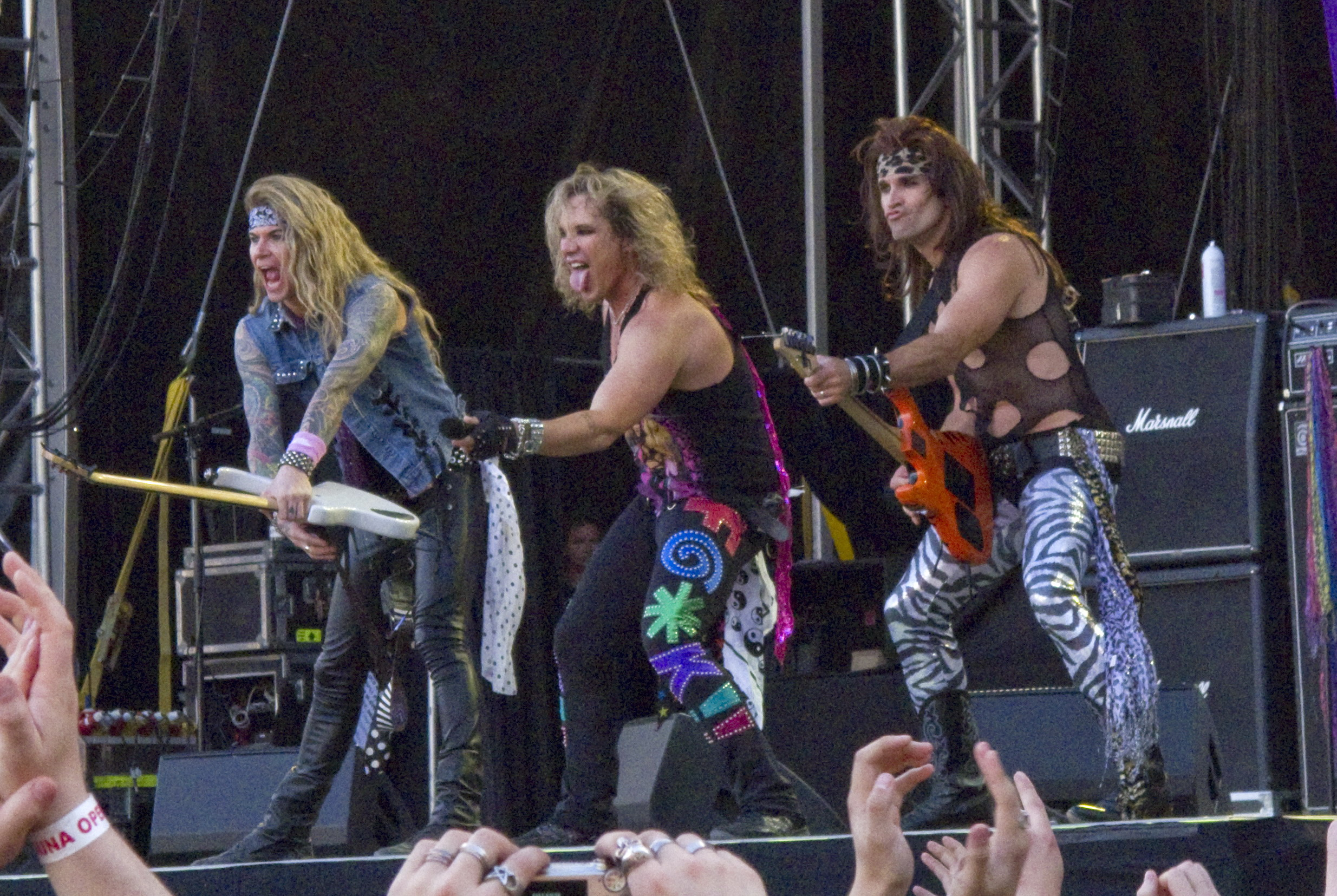